# オカヴァンゴ (小惑星)
オカヴァンゴまたはオカバンゴ (1701 Okavango) は小惑星帯に位置する小惑星。南アフリカの天文学者ジョセフ・チャームズ (Joseph Churms) がヨハネスブルグで発見した。
アフリカ南西部を流れるオカヴァンゴ川に因んで命名された。